# Sonata para piano n.º 9 (Prokófiev)
La Sonata para piano n.º 9, Op. 103 (1947) de Serguéi Prokófiev es una sonata de cuatro movimientos compuesta en 1947. Fue dedicada a Sviatoslav Richter, por quien fue estrenada el 21 de abril de 1951 en Moscú. Es la última de las sonatas de Prokófiev, ya que la décima quedó inacabada por la muerte del compositor.

## Movimientos
1. Allegretto
2. Allegro strepitoso
3. Andante tranquillo
4. Allegro con brio, ma non troppo presto

## Trasfondo
Prokófiev completó la sonata el 27 de septiembre de 1947 en el suburbio moscovita de Nikolina Gora, aunque existen bocetos temáticos de mediados de la década de 1940. Al presentar la partitura a su destinatario, el compositor dijo que no creía que la música tuviera la intención de crear un efecto y que "no era el tipo de trabajo para levantar al público del Gran Salón [del Conservatorio de Moscú]." Prokófiev había previsto estrenar la obra a principios de 1948, pero la Zhdanovschina se lo impidió y la consiguiente censura que soportó. La sonata no se estrenaría hasta el 21 de abril de 1951 en un concierto en Moscú organizado por la Unión de Compositores Soviéticos en conmemoración del cumpleaños de Prokófiev. El propio compositor estaba demasiado enfermo para asistir, pero escuchó la interpretación por teléfono.

## Recepción de la obra
“Él compartió conmigo”, confió Mira Mendelssohn, “su deseo de un lenguaje musical simple y claro. Llevaba mucho tiempo pensando obstinadamente en ello y estos pensamientos le agitaban profundamente; Incluso cuando hablaba de claridad y sencillez, siempre decía que no se trataba de la "vieja sencillez" consistente en la repetición de lo ya dicho, sino de una nueva sencillez, ligada al sentido nuevo de nuestra vida."
Aun así, podemos preguntarnos sobre el significado de esta sonata que no sólo cierra la serie de sonatas, sino que es la última partitura pianística del compositor. Es la más tranquila de las sonatas, la más simple: el nuevo tono, más relajado, más pacífico, más límpido de Prokófiev puede atribuirse al cambio de carácter del hombre anciano y enfermo que ha intercambiado la energía de su juventud por una más actitud contemplativa. ¿Pero no es esta obra la culminación de la nueva simplicidad que buscaba desde hacía varios años?
Richter confesaría más tarde que Inicialmente se sintió decepcionado por la simplicidad de la sonata, pero finalmente llegó a "amarla mucho". Boris Berman especula que "la salud [deteriorada] de Prokofiev también puede haber contribuido a la relativa falta de pura energía motora tan típica de su música". Simon Morrison describió la sonata como una "obra maestra modesta".